# Kościół św. Małgorzaty w Gaci Kaliskiej
Kościół świętej Małgorzaty w Gaci Kaliskiej – rzymskokatolicki kościół filialny należący do parafii św. Benedykta Opata w Chlewie (dekanat Koźminek diecezji kaliskiej).

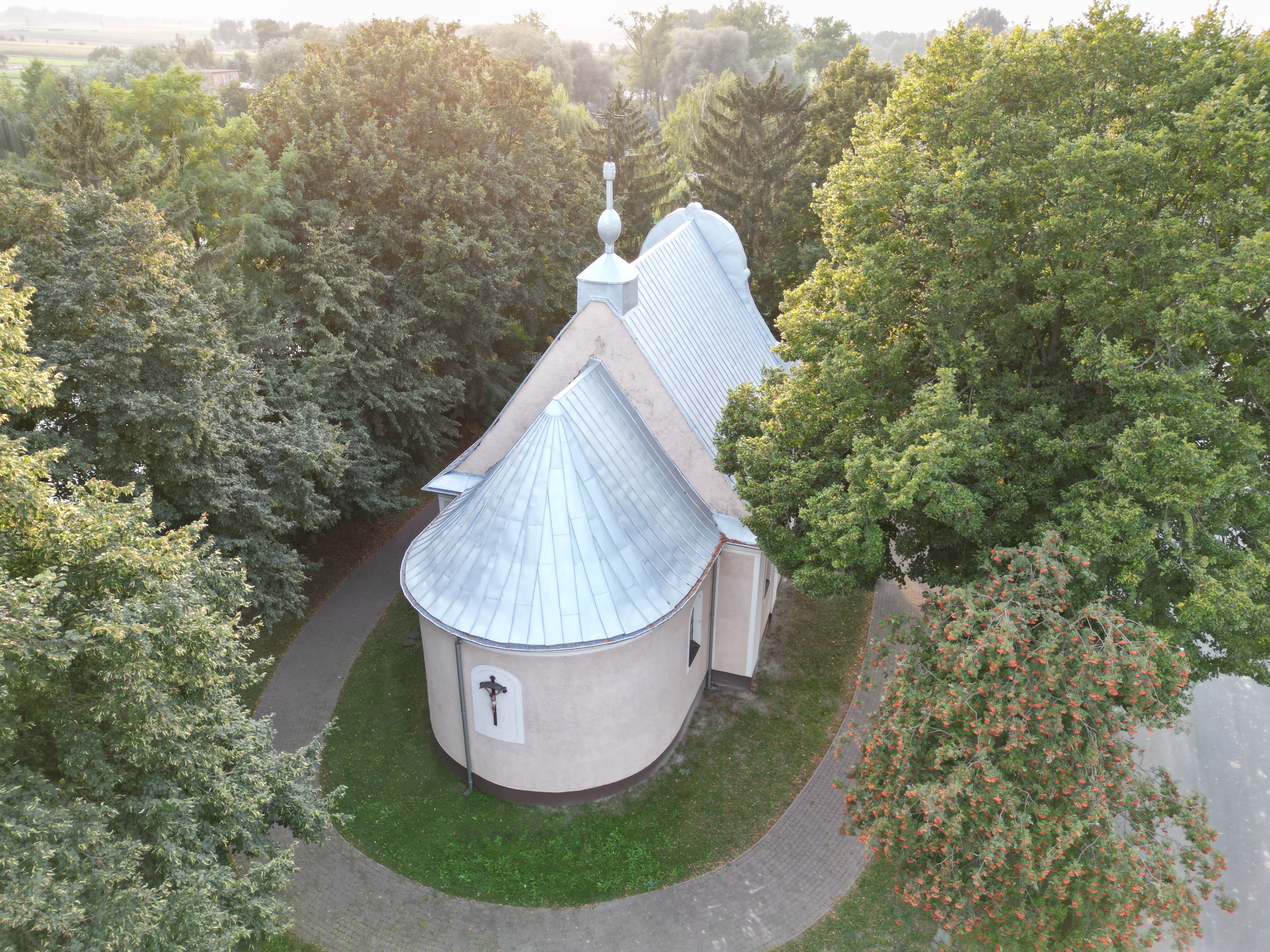
kościół z lotu ptaka

Pod koniec XVIII wieku właścicielka wsi, Salomea Cielecka, sprzedając Gać Pawęzową pozostawiła pieniądze na naprawę uszkodzonej świątyni. Jednak okazała się ona nieopłacalna, w związku z tym ksiądz Jan Karwat podjął decyzję o budowie nowej. Nowy właściciel Gaci protestant Jan Kossecki zbudował nowy, murowany, kościół katolicki i zachował się on do czasów współczesnych. Poświęcony został w 1808 roku przez dziekana dekanatu Staw księdza Andrzeja Rychłowskiego na prośbę arcybiskupa gnieźnieńskiego Ignacego Raczyńskiego. Prawie 50 lat po poświęceniu kolejny właściciel wsi Karol Osterloff pokrył dach nowym gontem, wyremontował sufit i pobielił go. Kolejne zapisane informacje o świątyni pochodzą z 1864 roku. Dzięki nim możemy się dowiedzieć, że Osterloff miał obowiązek płacić proboszczowi dzierżawę za użytkowanie ziemi. Wiadomo również, że później świątynia była remontowana, na przykład w latach 60. XX wieku. Później dach kościoła został pokryty blachą, następnie zostały przeprowadzone prace odwadniające wokół kościoła. Remonty te zostały wykonane dzięki zaangażowaniu mieszkańców parafii.

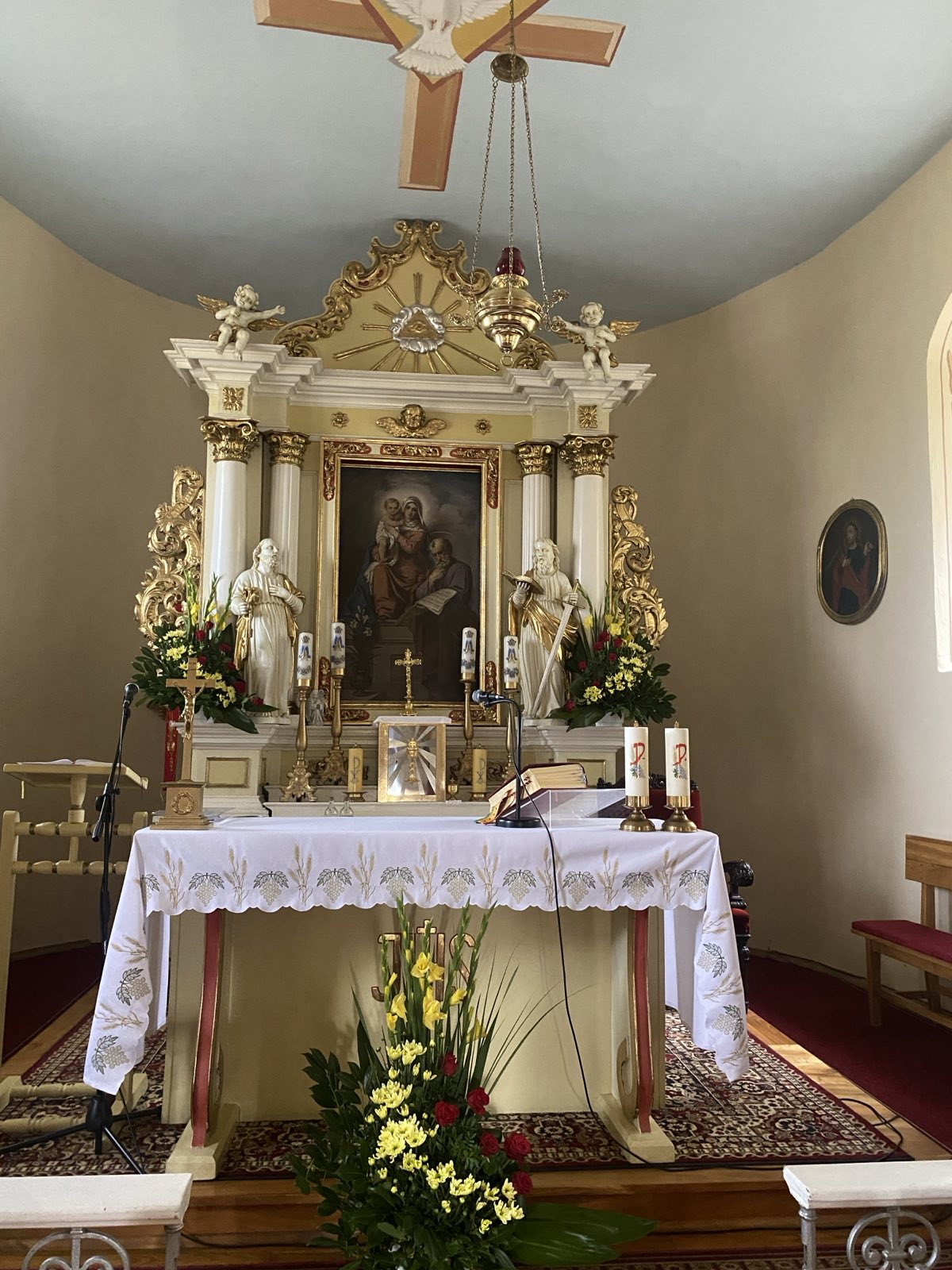
ołtarz

We wnętrzu jednonawowej świątyni w półkolistym prezbiterium, w ołtarzu głównym znajduje się obraz przedstawiający Świętą Rodzinę. Natomiast po jego bokach są umieszczone rzeźby – po lewej św. Piotr i po prawej św. Paweł. Z kolei w górnej nastawie ołtarza usytuowane są figurki aniołów. Na wizerunku zawieszonym na ścianie przed prezbiterium znajduje się św. Małgorzata, patronka kościoła. Umieszczony jest tam także obraz św. Antoniego.Obrazy zostały odrestaurowane w czasie malowania świątyni. Kościół posiada również cztery cynowe lichtarze z ornamentem rokokowym, wykonane w 1832 roku. W zachodniej części nawy znajduje się chór muzyczny, który jest podparty dwoma kolumnami.